# FL Studio
FL Studio (cunoscut anterior sub numele de FruityLoops) este un software de producție muzicală dezvoltat de compania belgiană Image-Line. Lansat inițial în 1997, FL Studio a evoluat într-un digital audio workstation (DAW) complet, utilizat de producători și muzicieni din întreaga lume pentru a crea, mixa și masteriza muzică.

## Istorie
FL Studio a fost creat de Didier Dambrin și lansat pentru prima dată în 1997 ca un simplu secvențiator MIDI. Inițial cunoscut sub numele de FruityLoops, programul a fost reproiectat și redenumit în 2003 pentru a reflecta mai bine capacitățile sale avansate. De-a lungul anilor, Image-Line a continuat să îmbunătățească și să extindă funcționalitățile FL Studio, transformându-l într-un DAW robust și versatil.

## Caracteristici principale
FL Studio este cunoscut pentru interfața sa intuitivă și pentru setul său bogat de caracteristici, care includ:

### Interfața grafică
- Channel Rack: Centralizează toate instrumentele și sunetele utilizate într-un proiect. Permite utilizatorilor să creeze și să editeze secvențe de tobe și melodii.
- Piano Roll: Oferă un mod vizual și detaliat de editare a notelor și automărilor. Este unul dintre cele mai avansate și ușor de utilizat instrumente de acest tip disponibile într-un DAW.
- Playlist: Un spațiu unde utilizatorii pot organiza și structura aranjamentul piesei lor. Permite combinarea secvențelor audio și MIDI într-un mod flexibil.

### Instrumente și efecte
- Instrumente virtuale: FL Studio include o varietate de sintetizatoare și instrumente virtuale, cum ar fi Sytrus, Harmor, și 3xOSC. Acestea oferă o gamă largă de sunete și posibilități de design sonor.
- Efecte audio: Software-ul vine cu o gamă variată de efecte de procesare audio, cum ar fi reverb, delay, equalizare, compresie și multe altele.
- Plug-in-uri terțe: FL Studio suportă plug-in-uri VST și AU, permițând utilizatorilor să extindă funcționalitățile software-ului cu instrumente și efecte suplimentare.

### Funcționalități de înregistrare și editare
- Înregistrare audio: FL Studio permite înregistrarea și editarea audio de înaltă calitate. Utilizatorii pot înregistra instrumente, voci și alte surse audio direct în software.
- Automatizare: Permite utilizatorilor să automatizeze orice parametru din FL Studio, inclusiv volumul, panning-ul, și parametrii de efecte. Automatizarea poate fi desenată manual sau înregistrată în timp real.
- Time-stretching și pitch-shifting: Software-ul oferă funcționalități avansate pentru manipularea timpului și a înălțimii sunetului fără a afecta calitatea audio.

## Versiuni și licențiere
FL Studio este disponibil în mai multe versiuni, fiecare oferind un set diferit de funcționalități:
- Fruity Edition: Versiunea de bază, care include funcționalitățile esențiale pentru producția muzicală.
- Producer Edition: Include toate funcționalitățile din Fruity Edition, plus capabilități avansate de înregistrare audio și editare.
- Signature Bundle: Adaugă o selecție de instrumente și efecte suplimentare la funcționalitățile din Producer Edition.
- All Plugins Bundle: Include toate plug-in-urile și instrumentele dezvoltate de Image-Line.

## Utilizare și popularitate
FL Studio este utilizat de o gamă largă de producători muzicali și artiști, de la amatori la profesioniști. Popularitatea sa se datorează interfeței ușor de utilizat, flexibilității și capacităților avansate. Printre utilizatorii celebri se numără Martin Garrix, Avicii, Deadmau5, și Southside.

## Comunitate și suport
FL Studio are o comunitate activă și globală de utilizatori, care împărtășesc tutoriale, sfaturi și resurse. Image-Line oferă suport continuu și actualizări gratuite pe viață pentru utilizatorii licențiați. Acest model de actualizări gratuite a fost un factor major în popularitatea și loialitatea comunității FL Studio.

## Inovații și dezvoltări recente
De-a lungul anilor, Image-Line a continuat să adauge funcționalități și îmbunătățiri la FL Studio. Printre cele mai notabile inovații recente se numără:
- Compatibilitate multi-platformă: FL Studio este acum disponibil pe Windows, macOS și are aplicații mobile pentru iOS și Android.
- Flex: Un sintetizator adăugat recent care oferă sunete de înaltă calitate și preseturi pentru o varietate de genuri muzicale.
- Îmbunătățiri în workflow: Actualizările recente au inclus îmbunătățiri în utilizarea playlist-ului, a pianoroll-ului și a sistemului de mixaj.

## Moștenire
FL Studio a evoluat semnificativ de la lansarea sa inițială și a devenit unul dintre cele mai populare DAW-uri din industria muzicală. Cu o interfață intuitivă, o gamă largă de funcționalități și suport continuu din partea Image-Line, FL Studio continuă să fie alegerea preferată pentru mulți producători muzicali din întreaga lume.